# LTTng
LTTng (Linux Trace Toolkit Next Generation) es un paquete de software del sistema para el rastreo correlacionado del núcleo Linux, aplicaciones y bibliotecas. El proyecto fue creado por Mathieu Desnoyers con un lanzamiento inicial en 2005. Su antecesor es el Linux Trace Toolkit. 
LTTng utiliza la instrumentación Tracepoint del núcleo Linux, así como varias otras fuentes de información como kprobes y los contadores de monitoreo de rendimiento Perf. 
Diseñado para un impacto mínimo en el rendimiento y con un impacto cercano a cero cuando no se está rastreando, es útil para depurar una amplia gama de errores que de otro modo son extremadamente difíciles. 

## Características
Los problemas desafiantes rastreables con LTTng incluyen, por ejemplo, problemas de rendimiento en sistemas paralelos y en sistemas en tiempo real. 
La instrumentación personalizada es fácil de agregar. 

## Estructura
LTTng consiste en módulos del kernel (para el rastreo del núcleo Linux) y bibliotecas vinculadas dinámicamente (para el rastreo de aplicaciones y bibliotecas). Está controlado por un demonio de sesión, que recibe comandos desde una interfaz de línea de comandos, lttng. El proyecto Babeltrace permite traducir trazas en un registro legible por humanos, y proporciona una biblioteca de lectura de trazas, libbabeltrace . 

## Despliegue
LTTng está disponible como un conjunto de paquetes.
LTTng tiene al menos soporte básico para todas las arquitecturas compatibles con Linux (consulte el archivo README de LTTng-modules para obtener más detalles), así como también soporte para FreeBSD. 
Los principales usuarios incluyen Google, IBM, Autodesk, Siemens, Nokia, Sony y Ericsson . Se incluye en Wind River Workbench, Mentor Graphics Mentor Linux integrado, ELinOS Embedded Linux, MontaVista Mobilinux 5.0, STLinux y distribuciones de tiempo real de SUSE Linux Enterprise. Una vez recopiladas, existen múltiples soluciones para procesar y visualizar datos de rastreo de LTTng (kernel y espacio de usuario) como el visor de código abierto de LTTV, Eclipse Trace Compass o herramientas comerciales como el Mouror Graphics 'Sourcery Analyzer y Percepio Tracealyzer.
LTTng-modules, LTTng-UST, LTTng-tools y Babeltrace son desarrollados activamente por una comunidad abierta. 